# Peberholm
Peberholm ("Pepereiland") is een klein kunstmatig eiland gelegen in het Deense deel van de Sont. Het eilandje is aangelegd vanwege de bouw van de Sontbrug, die sinds 2000 Denemarken met Zweden verbindt. Het ligt vlak bij een ander klein, natuurlijk eiland dat Saltholm ("Zouteiland") heet. De naam Peberholm is gekozen om de twee eilanden op een enigszins ludieke wijze ("peper en zout") met elkaar in verband te brengen.

## Redenen voor de aanleg
De aanleg van het eiland Peberholm was noodzakelijk voor de bouw van de in 2000 gereedgekomen Sontbrug, de weg- en spoorverbinding tussen Denemarken en Zweden. Deze verbinding bestaat grotendeels uit een brug en deels uit een tunnel. De keuze voor een tunneldeel werd ingegeven door de eisen van het scheepvaartverkeer en de luchtvaart (nabijgelegen luchthaven Kastrup). Bij de overgang van brug naar tunnel wordt het wateroppervlak doorsneden, waardoor een eiland noodzakelijk is.
Een andere reden voor de aanleg van het kunstmatige eiland was het beheersen van de waterstromingen. De brugpijlers beïnvloeden enigszins de vrije waterdoorstroming en  daarom werd het nodig geacht de zeebodem onder de brug te verdiepen. De uitgegraven grond werd gebruikt voor de aanleg van het eiland Peberholm. Omdat de zee ter plekke heel ondiep was en men een grote hoeveelheid materiaal kwijt moest, is ervoor gekozen om het eiland wel 4 kilometer lang te maken.

## Aangelegd om de ecologie van Saltholm te beschermen

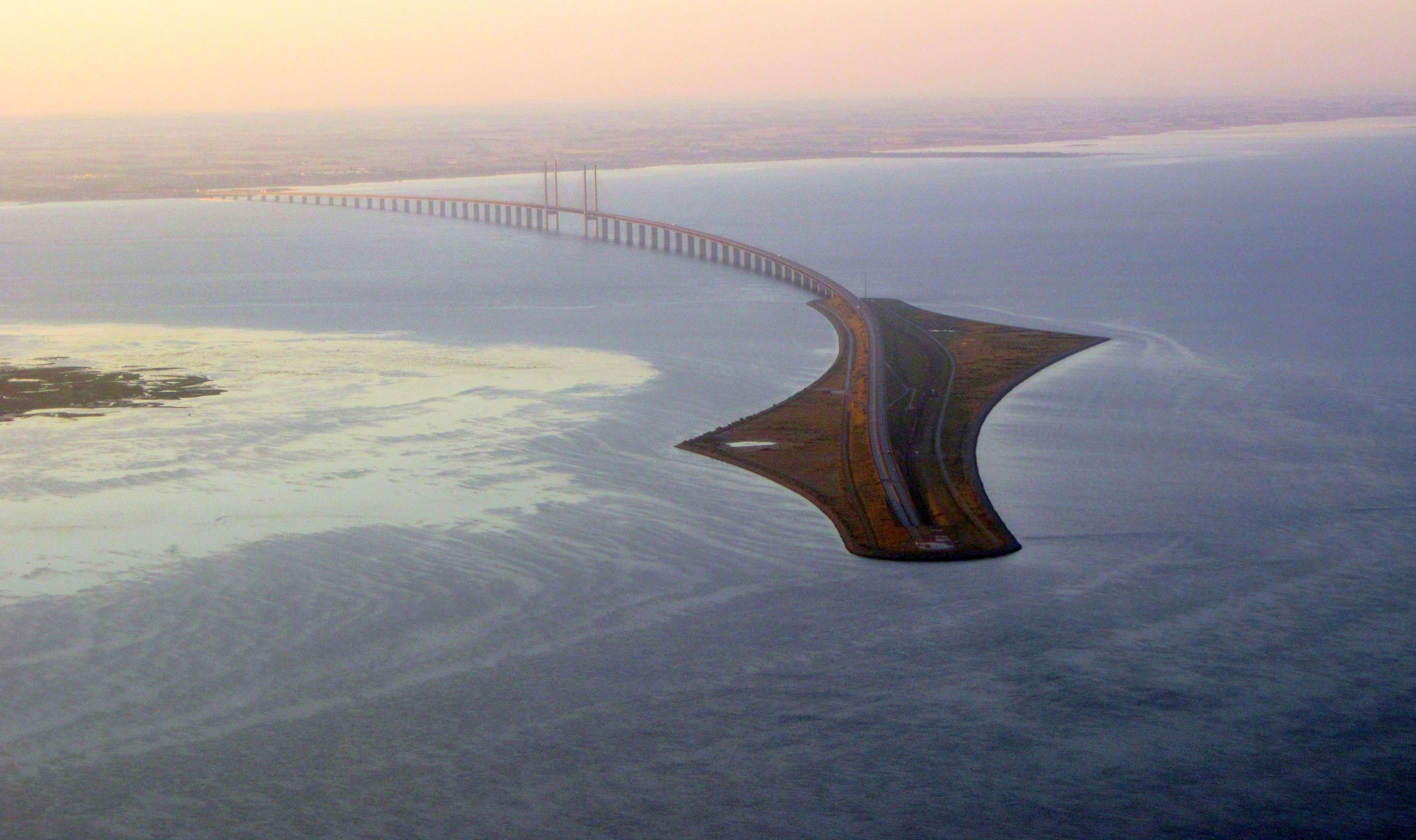
Uitzicht vanaf het noordwesten

In het oorspronkelijke plan voor de Sontbrug was het eiland Saltholm opgenomen als plaats voor overgang van brug in tunnel. Dit plan is echter niet uitgevoerd, omdat de aanleg van een vierstrooks autoweg en een spoorverbinding op Saltholm een te grote invloed zou hebben gehad op de ecologie van het eiland. Besloten is om vlak ten zuiden van Saltholm een kunstmatig eiland aan te leggen op een plek waar de aanleg van een eiland de stromingen in de Sont niet onaanvaardbaar zou beïnvloeden.
Peberholm wordt, voor een kunstmatig eiland, heel strikt beschermd. Slechts eenmaal per jaar mogen onderzoekers de delen van het eiland bezoeken die buiten de snelweg zijn gelegen. Het eiland kan worden gezien als een biologisch experiment. Men verwacht dat de natuur het eiland geleidelijk in bezit neemt en dat er, zonder menselijke beïnvloeding, een geheel eigen ecosysteem ontstaat. In juni 2007 werden er reeds 454 verschillende plantensoorten op het eiland aangetroffen.